# Beni Guil
Beni Guil (en arabe: بنو ݣيل)  est une confédération de tribus arabes affiliée au Banu Maqil qui fut installée dans la région d'Oujda et dans la région de Tendrara qui est la région sud-orientale du Maroc, depuis le Moyen Âge, où ils s'étaient vu accorder la permission de pâturage dans les plateaux de l'Oriental marocain.
Cette grande tribu possède plusieurs branches au sud et au nord de la ville d’Oujda et dans l’Oriental marocain, à partir des terres de la petite ville de Bergem jusqu’au fief de la tribu qui se situe vers la ville Tendrara en passant par la ville de Bouarfa.

## Histoire
Les Beni Guil, les Ouled al-Hajj, et une de leurs fractions, les Ouled Khawa rentreront plusieurs fois en conflits contre certaines tribus amazighs du Moyen Atlas, ces dernières les attaquants pour de multiples raisons[source secondaire souhaitée].

### Histoire moderne
Les Beni Guil vont participer à plusieurs mouvements et événements de résistances contre la colonisation. Parmi elles on peut compter la "Bataille de Surtel",  nommée ainsi par les locaux, opposants la tribu aux forces françaises vers 1870.
En 1994, la tribu occupe un vaste territoire dans l'est du Maroc de 25 000 kilomètres carrés. La tribu demeure le plus grand éleveur de bétail du Maroc, élevant jusqu'à 600 000 moutons, 200 000 chèvres et 11 000 bovins en moyenne chaque année. La tribu est divisée elle même en 5 grandes tribus (kbyla) et en fractions de tribus (jmaa),.
Les Béni Guil étaient nomades et venaient de la péninsule arabique. Leur arrivée à dos de cheval a donné le nom de la tribu, béni signifiant « enfant, fils » et guil signifiant « chevaux ».

### Résistance anticoloniale
Les plateaux de l'Oriental marocain ont été le théâtre de résistances et de combats acharnés contre les forces coloniales françaises dès 1859. Les tribus arabes ont opposé une farouche résistance aux forces françaises qui cherchaient à étendre leur contrôle sur la région du sud d'Oujda.
La résistance des Beni Guil était caractérisée par des tactiques de guérilla efficaces, utilisant les reliefs montagneux et le climat désertique connu des Bédouins à leur avantage. Cependant, malgré leurs efforts, les Beni Guil n'ont pas pu résister indéfiniment aux pressions des forces coloniales. Le 3 novembre 1859, la tribu a été mise en déroute et leur troupeau a été capturé par les forces françaises, mettant fin à leur résistance acharnée.
Ils rejoindront la résistance anticoloniale du cheikh Bouamama et infligeront notamment une cuisante défaite aux forces françaises à Tazina le 19 mai 1881,.

## Composition tribale
La tribu est divisée entre plusieurs grandes fractions : 
- Ouled Hajji
- Ouled Ayoub
- Ouled Ali BelAshen
- Ouled Farès
- Ouled Ahmed ben Abd'Allah
- Ouled Ali ben Yassin
- Ouled Slama
- Ouled Jabr
- Ouled Belashen
- Ouled Mas'ud
- Ouled Abd al-Krim
- Ouled Chaïb Zoureg
- Ouled Chahi Bouyeb
- Ouled Mouloud
- Ouled Mbarek

## Héritage

### Mouton Beni Guil
La tribu Beni Guil a donné son nom à une célèbre race de moutons au Maroc. La race Beni Guil, appelée localement "Daghma" ou "Hamra" en référence à sa couleur brune, est considérée comme une possession précieuse au sein de la tribu.
Le mâle de la race de moutons Beni Guil a une tête brune foncée, tandis que la tête de la femelle est légèrement claire. Cette coloration s'étend vers l'arrière des cornes et la mâchoire inférieure. Il a une toison blanche et des pattes brunes. Les pattes et la tête sont sans laine. La queue est courte et fine, ne dépassant pas le point du jarret. La race de moutons Beni Guil présente une si bonne conformation qu'elle en fait l'une des meilleures races de moutons pour la viande au Maroc,.

## Personnalités
- Booder : Humoriste et acteur francophone, originaire de Bouârfa[15].